# خنجر سعودي
خنجر سعودي أو جنبية سعودية هو نوع من الخناجر العربية، التي تُصنع في مناطق المملكة العربية السعودية.

## التسميات
تسمى جنبية، وخنجر، وقُدَيمي أو قدَيْمِيّ، وبعض الأنواع تسمى حُوَيْرِث، وشبرية، والخلب. وأيضا يسمى نَافْعِيَّه أو نَافْعِي.

### المقبض
يسمى، أحياناً، مقبض الخنجر؛ بالزَرَاف، والقضاب، والمقضب.

## التصميم
تُصنع الخناجر بشكل تقليدي في مناطق الجنوبية للسعودية. والأحساء. وتكون بعضها مقوسة ومستقيمة.

## التاريخ

### حضارة المقر
يعود أصل واقدم توثيق للخنجر العربي أو السعودي؛ إلى حضارة المقر حيث عثر على تصاميم حجرية له في حضارة المقر، ويقدر عمره بتسع آلاف سنة.

## الثقافة
يعد الخنجر السعودي أو الجنبية من أهم الرموز الثقافية السعودية، حيث يستخدم في الأعراس والمناسبات الوطنية في نجران.

## الأنواع

### المنطقة الجنوبية
يطلق لقب "المسربل" على الرجل الذي لا يلبس جنبيته في وسطه بالمنطقة الجنوبية، حيث جرت العادة ألا تفارقه في عموم حياته.

### جنبية الباحة
يرتدي الرجال في منطقة الباحة منذ القدم حزامًا، يكون فيه غالبًا جنبية أو قديمية، الجنبية طويلة بشكل عرضي، أما القديمية فتكون بشكل طولي، وهما سلاحان شخصيان ومن لوازم الحياة سابقًا، بحيث كانت الجنبية أو القديمية، ترافق صاحبها طوال الوقت، وفي كل مكان، في المسجد وفي الأسواق وفي المزرعة وفي الحفلات، وكان بعضهم يعدُّها جزءًا من لباسِهِ، ولا يتركها إلا عند النوم. وكان الناس يعيبون على الشخص الذي يرونه لا يحمل سلاحه الشخصي.[بحاجة لمصدر]

### جنبية حجازية

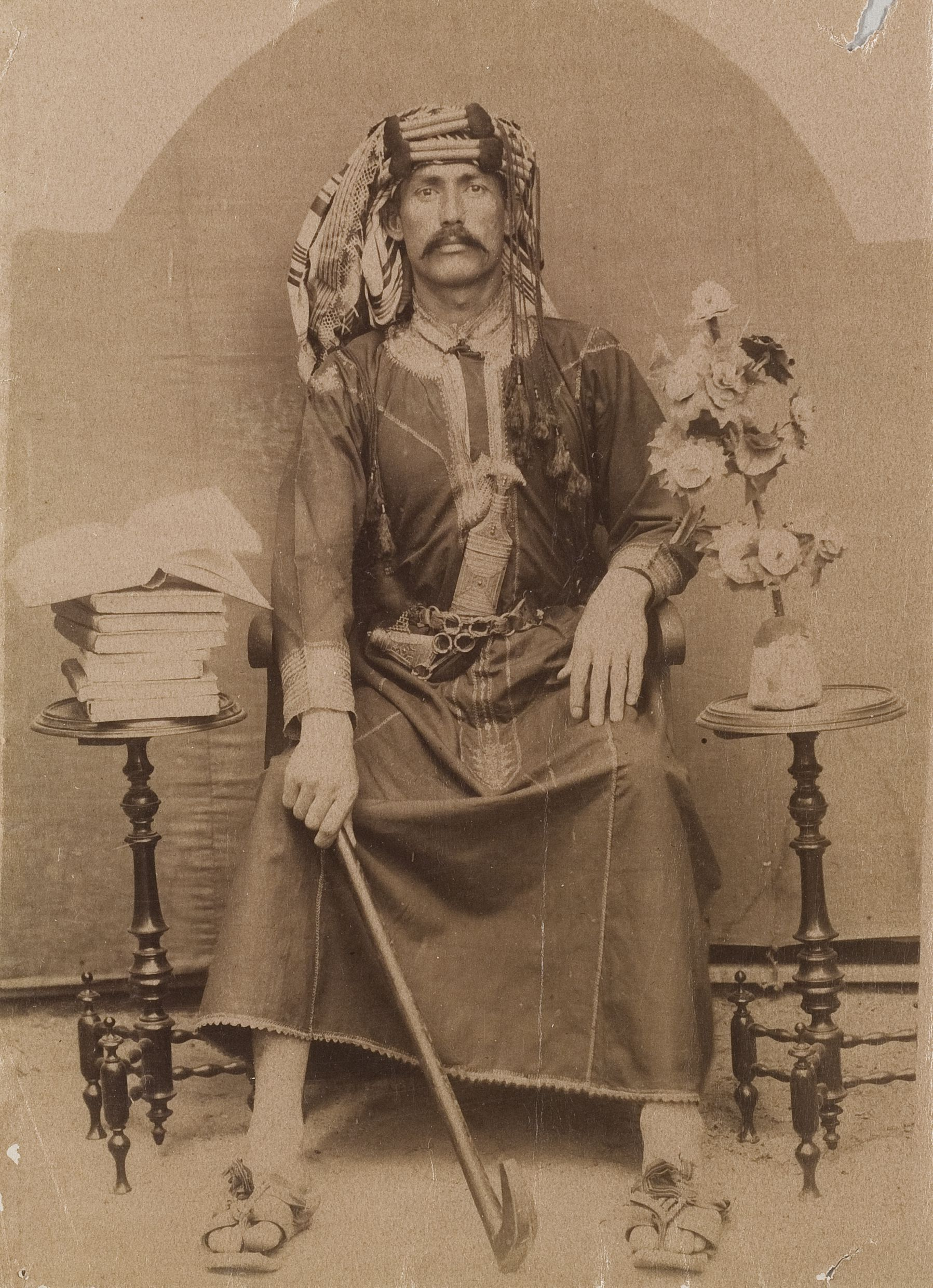
رجل من مكة يرتدي جنبية

كانت الجنبية والخنجر في القرى من أبرز أدوات الزينة التي يتحلى بها الرجال , كما كان يتزين بها السادة والأشراف والأمراء في الحواضر، ويستعملون الخناجر الذهبية مشدودة إلى حزام من الجلد الناعم اللامع مما يجعل الجنبية تلمع عند لبسها.

### جنبية عسيرية
يتزين بها الرجال، ويكون الخنجر حاداً و مقبضه من فضة، وتوجد ثلاثة أنواع له وهي: الشامية، القديمية، المعيرة. ويعد الخنجر (الجنبية) جزءا مكملاً للباس الرجل العسيري، وتكون عبارة عن خناجر صغيرة يطلق عليها في بعض أجزاء عسير بالمضية.

### جنبية نجرانية
تعد الجنبية و الخنجر موروثًا أصيلًا في منطقة نجران، ويصنع من الحديد بمقبض مصنوع من قرون بعض الحيوانات، ويحلى بقطع من الفضة أو الذهب. في حين يصنع الغمد من الخشب المغطى بالجلد أو بصفائح من الفضة، ويثبت الغمد في حزام من الجلد.
تتعدد أنواعها في نجران حيث يوجد نوع محلي يُسمى أم تسعة، أو أم فصوص، والمشطف. وهناك نوع آخر من الجنابي يسمى بالمكعب، وكذلك الجنبية الدرما. وتسمى الجنبية أو الخنجر "المقبض" وهو ما يميز جودتها ومنها "الزراف" الذي يميل إلى اللون الأصفر والأحمر الخفيف، وهو غالي الثمن، ويعد أفضل الأنواع وهناك نوع أخر لونه أبيض ويميل إلى الأصفر والنوع الثالث هو القرن وتكسو أشكال المقابض الذهب أو الفضة مما يكسبها جمالاً ومهارة في الصنع، ثم يأتي الطوق ويليه الصدر وهو عبارة عن صفائح وأسلاك دقيقة وحلقات من الفضة أو الذهب، ثم القطاعة وتمثل الجسد أو الغمد، وغالبًا تتكون من صفائح فضية أو ذهبية مزخرفة بنقوش بديعة، وهو عبارة عن قطعة من الفضة المزركشة بنقوش ورسومات دقيقة جدًا في حين يُغطَّى الجزء الخلفي من الخنجر بالمخمل أو الصوف، أما (السلة) فلها أشكال متعددة.

### الجنبية الجيزانية
في المدن يتكون اللباس من مئزر وصديرية من قماش البفتة البيضاء، ويضع الفرد خنجرا في وسطه مفضض الممسك ويسمى الجوفية، بينما رؤساء القبائل فيرتدي الرجل منهم قميصاً طويلا تحته مئزر من قماش البفتة، ويضعُ على رأسه عمامة، ويتمنطق بخنجر مفضض ورداء.
سكان تهامة جيزان يرتدون مئزرًا أبيض، ويتقلد عليه الجنبية أو الشفرة وتسمى الحزبة، وعلى أساس التقسيمات الثلاثة للمنطقة فإن اللباس في الماضي كان يختلف من منطقة إلى أخرى، ففي القسم التهامي (السهلي) يكون اللباس من ثلاث قطع: الثوب والقميص والكوت ثم تضاف إليها الغترة والجنبية والمسدس أحيانًا. أما في القسم الجبلي فتتميز الملابس الرجالية بحدة ألونها وتنوع خطوطها وتتكون في الغالب من قطعتين: الشميز والمئزر، مع لبس الجنبية أو الحزبة وفي القسم الساحلي يتكون لبس الرجل من مئزر و شميز لكن يكون خفيفًا و مختصرًا .[بحاجة لمصدر]

### الخنجر أو الجنبية النجدية
يسمى الخنجر بالقديمي أو الشبرية، وهو مثل السيف يصنع من الفولاذ إلا أنه قصير حيث يبلغ طوله 30 سم ومعقوف قليلا، له أيضًا غمد جلدي مزخرف ومطعم بالفصوص، وأحيانًا يكون الخنجر ذهبيا أو مطليا بالذهب، ويعلق بالحزام تحت السرة، كما أن هناك أنواعًا توضع على الجنب تسمى الجنبية ولها أسماء متعددة منها: الودين، الحويرثي، المسمار، الذريع وهو طول ذراع وتسمى أيضًا العكف لانحنائها.

### جنبية أو خنجر حساوي
يتكوّن الخنجر الحساور من جسم الخنجر و غمده أمّا الخنجر فيتكوّن من : الرأس : وهو يصنّع عادة من الخشب، أو قرن الثور وهاتان المادتان رخيصتا الثمن، و سابقا كانت قرون الوعول و الغزلان تستعملان أيضا في صنع رأس الخنجر. وأغلى الرؤوس هي التي تصنّع من قرون الزرافة وعادة يعتنى بتصنيعها وتتراوح أسعارها ما بين ستة آلاف إلى سبعة آلاف. وتصنّع حاليا رؤوس من الفايبرغلاس. أمّا غمد الخنجر فيصنّع من الخشب بعد برده بالمبرد، و تشذيبه، ثم يغّلف بطبقة من الجلد، تتمّ تطعيمها بالمشغولات الفضية في الغالب، نادرا ما يستخدم الذهب. وقد يكتفي من يريد خنجرا رخيصا بالغلاف الجلدي دون تزيينه بالفضة.

### حويرث
نوع من الخنجر صغير الحجم خفيف المحمل حاد الجانبين والرأس، يشبه رأسه شوكة حادة. يحتزم به الرجال وغالباً يكون مقبضه وجفيره مغطى بالفضة. وهو يصنع في داخل المملكة وبعضه يستورد من خارجها وهو سلاح فاتك.

## التجارة

### سوق الجنابي
يُعد سوق الجنابي في نجران بالمملكة العربية السعودية من أشهر وأهم الأسواق لتجارة الجنابي السعودية، يلقى إقبالًا كبيرًا جدًا عليه، ويشهد حجم مبيعات ضخمة.